# Гарц

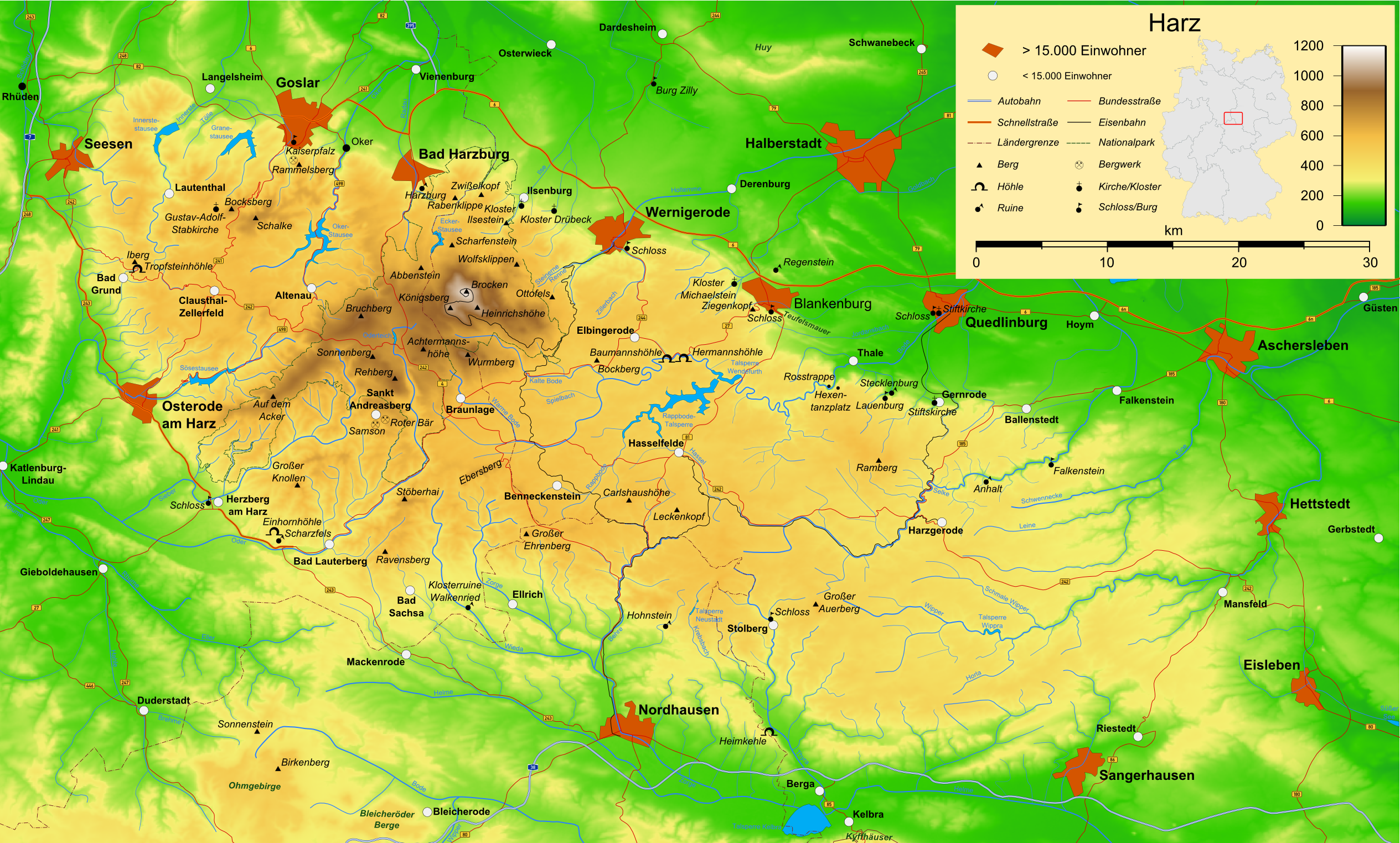
Карта Гарцу.

51°45′00″ пн. ш. 10°38′00″ сх. д. / 51.75° пн. ш. 10.633333333333° сх. д.
Гарц або Смо́лини (нім. Harz, в-луж. і н-луж. Smoliny) — найпівнічніші гори середньої висоти в Німеччині та найвищі гори Північної Німеччини.
Гарц розташований на території земель Нижня Саксонія, Саксонія-Ангальт і Тюрингія.
Брокен, 1141 м над рівнем моря — найвища гора Гарца, вважається з пізнього середньовіччя найвідомішим «місцем зустрічі відьом» у Європі.
Цю гору також описав Гете у своєму «Фаусті».
Назва Гарц походить від середньоверхньонімецького слова Hardt або Hart (пагорбовий ліс).

## Географія
Гарц — гори герцинського віку у складі Німецького середньогір'я.
Гори довжиною 110 км і шириною 30-40 км, покривають площу 2226 км² і простягаються від лінії Зальцгіттер — Геттінген до міста Лютерштадт-Айслебен. Їх поділяють на Нижній Гарц на південному сході з висотами до 400 м — на яких розвинуто також сільське господарство, і вищу переважно лісисту частину Верхній Гарц на північному заході, вершини якої досягають висот 800 м.
Умовна межа між Верхнім і Нижнім Гарцем прямує між містами Вернігероде та Бад-Лаутерберг.
Брокенський масив піднімається на висоту понад 1000 м.
Його найвища гора — Брокен (1141 м).
Гарц — брилові гори, вони уриваються на захід і північний схід відносно круто і на південь поступово згладжуються.
Гори розділені кількома глибокими долинами.
У Гарці знаходиться національний парк Гарц, перший у Німеччині національний парк, що знаходиться на території двох земель.
Він організований у 2006 році злиттям національних парків Гарц у землі Нижня Саксонія та Високий Гарц у землі Саксонія-Анхальт.
А також у горах було створено чотири природні парки (Гарц (Нижня Саксонія), Гарц/Саксонія-Ангальт, Гарц-Саксонія-Анхальт/Природний парк землі Мансфельдер та Південний Гарц) та ландшафтний біосферний заповідник Південний Гарц-Карст.

## Геологія

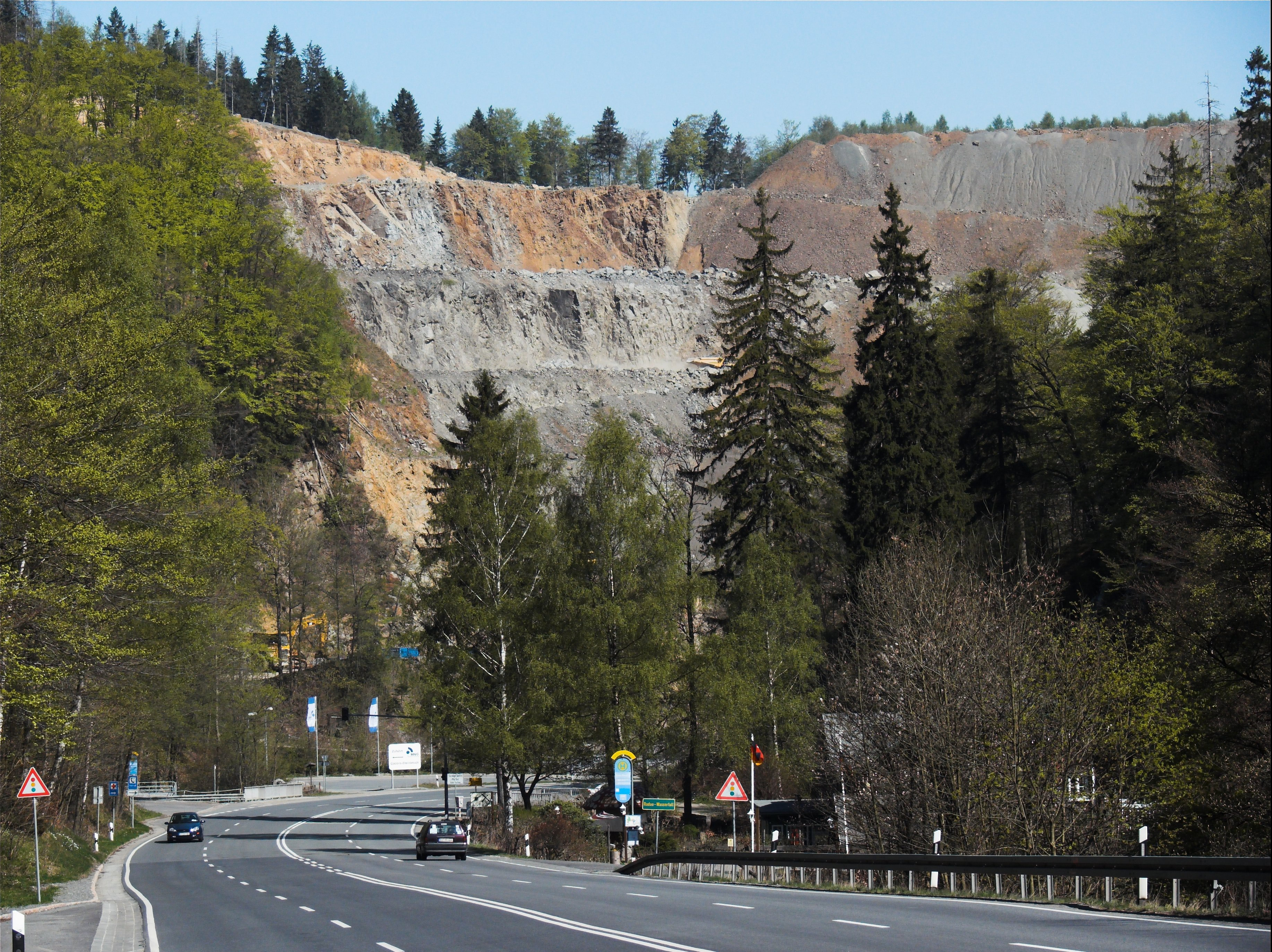
Кар'єр габро біля Бад-Гарцбурга

Гарц є геологічно найрізноманітнішим серед Німецького середньогір'я, хоча в ньому переважно переважають лужні породи.
Найпоширенішими породами, що залягають на поверхні, є глинисті сланці, сланцеві грауваки та гранітні інтрузії у формі двох великих масивів магматичних порід або плутонів.
Поверхневий шар Гісен-Гарца реногерцинської зони, що широко поширений у Гарці, складається в основному з флішу. Відомими та економічно важливими є родовища вапняку навколо Ельбінгероде та габро біля Бад-Гарцбург.
Ландшафти Гарца характеризуються крутими гірськими хребтами, Кам'яними річками, відносно плоскими плато з великою кількістю верхових боліт і довгими вузькими V-подібними долинами, з яких ущелина Боде, долини Окер і Зельке є найвідомішими.
Формування та геологічне утворення пагорбів Гарца почалося під час герцинського орогенезу кам'яновугільного періоду палеозою, приблизно 350—250 мільйонів років тому.
У той час в історії Землі в Західній Європі з'явилися численні високі гори, в тому числі Фіхтельгебірге і Рейнський масив.
Однак через свою висоту вони були сильно розмиті (до 4 км) і пізніше були покриті мезозойськими породами.
Від ранньої до пізньої крейди Гарц був піднятий одним блоком під час тектонічних рухів.
У третинний період, молодші шари, що лежать вище, були розмиті, а підстилаюча базова порода залишилася у вигляді низьких гір.
Найважливіші рухи підйому були під час субгерцинської фази (83 млн років тому), коли північний край був різко нахилено.
Це сформувало зону розлому на північній межі Гарца (граничний розлом Північного Гарца).
Гарц — брилові гори, який різко здіймаються з навколишніх низовин на заході та північному сході та поступово опускаються на південь.
Розчленовані численними глибокими долинами.
На північ від пагорбів лежать крейдяні шари субгерцинської западини у пагорбах передгір'ї Гарца; на південь від Гарца пермські відкладення лежать рівно на південно-західних палеозойських шарах.

## Опис
Гори заввишки до 1142 м (г. Брокен). Геологічно складаються з гранітів, кварцитів та сланців; ялинові ліси, торфовища. Розвинений туризм, зимові види спорту (головний центр Верніґероде).

## Історія
Гарц — один із перших великих центрів видобутку кольорових металів на території Європи. Цистерціанці розгорнули тут гірничу діяльність. Нижній (південно-східний) Гарц зосереджував потужні Мансфельдські родовища міді; Верхній (північно-західний) Гарц — поліметалічні родовища, багаті на срібло (Клаустальське плоскогір'я, Раммельсберг) та золото (район Лаутенталя-Вільдемана).
Після 174 року почалося велике переселення свевів, які жили в регіоні від Гафеля до Гарца.
В область, залишену свевами, переселилися варини та герули з півострова Сконе у Швеції.
Вони заснували поселення, назви яких закінчуються на -лебен та досягли східного краю Гарца, що підтверджують назви таких міст, як Веддерслебен, Гарслебен, Вегелебен.
Першу згадку про Гарц знайдено у грамоті імператора Людовіка I Благочестивого від 814 року.
Відповідно до літопису з Фульди, датованого 852 роком, у Гарці оселилося плем'я гарудів, від імені яких названа область (Гаруд (Harud) — ліс, гірський ліс).

### Укріплений район Гарц
Укріплений район Гарц був одним із найбільших районів оточення наприкінці війни в Німеччині в 1945 році.
У лютому-березні 1945 року рейхсфюрер СС Генріх Гіммлер наказав Укріпрайону Гарц обороняти центральну Німеччину від західних союзників.
Штаб-квартира була біля Бланкенбурга.
До мобільних частин належали 11-а армія, дивізії військ СС і Фольксштурма.
Як тільки 1-а група армій досягла Нордхаузена і хотіла продовжити наступ на північ, вона зустріла опір, особливо в горах в районі міст Ільфельд та Ельріх.
Лише 7 травня 1945 року останні підрозділи 11-ої армії та військ СС капітулювали.
Оскільки командири деяких загонів Фольксштурму не знали про закінчення війни, вони продовжували боротьбу у травні 1945 р. проти американських військ.

### Колишній німецько-німецький кордон
Через західну третину Гарца до 1990 року йшов кордон між Східною та Західною Німеччиною.
Плато Брокен та сусідні вершини Гарца були великою військовою закритою областю, до якої вперше лише 3 грудня 1989 року прийшли туристи-демонстранти.
З того часу туризм на Брокен став інтенсивно розвиватися, тоді як інші вершини та природні пам'ятки майже забуті: реліктові та березові ліси, озера, сталактитові печери та джерела.

## Економіка

### Гірнича справа

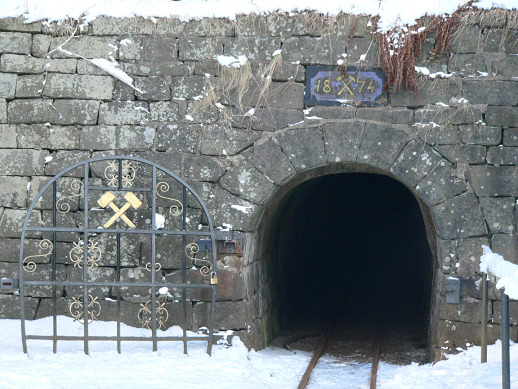
Штольня в Лаутенталь

Через гірничу справу та металургію виникли з 16 століття сім гірничих міст Верхнього Гарца та близько 30 містечок у внутрішньому Гарці, а також інші численні населені пункти, серед яких виділяється колишнє імперське місто Гослар, що знаходиться біля рудної шахти Раммельсберг.
Гірська справа значною мірою визначила господарське життя Гарца та його ландшафт.
Було розроблено систему водного господарства Верхнього Гарца, з якої досі застосовуються близько 60 км канав та 68 ставків загальним обсягом 8 млн м³.
Без енергії, яку забезпечила ця система, видобуток руди мав би закінчитися до кінця XVI століття.
У східних передгір'ях Гарца до 1990 видобували мідну руду, про початок якої згадувалося в 1199 році.
Також у Зондергаузені та Тойшенталі знаходяться шахти з видобутку калійних солей, побудовані через розробку родовищ гірського воску біля Реблінгена.
Останній завод з переробки руди у Верхньому Гарці у Бад-Грунді закрився 1992 року через нерентабельність.
Зі згортанням цього виробництва, відкритого ще в Середні віки, і безперервного з XVI століття, видобуток срібла, свинцю і цинку добігла кінця.

### Транспорт
У Гарці розташована мережа вузькоколійних залізниць Harzer Schmalspurbahnen загальною довжиною 140 км.
Одна з ліній цієї мережі сягає вершини гори Броккен.

### Економіка у наші дні

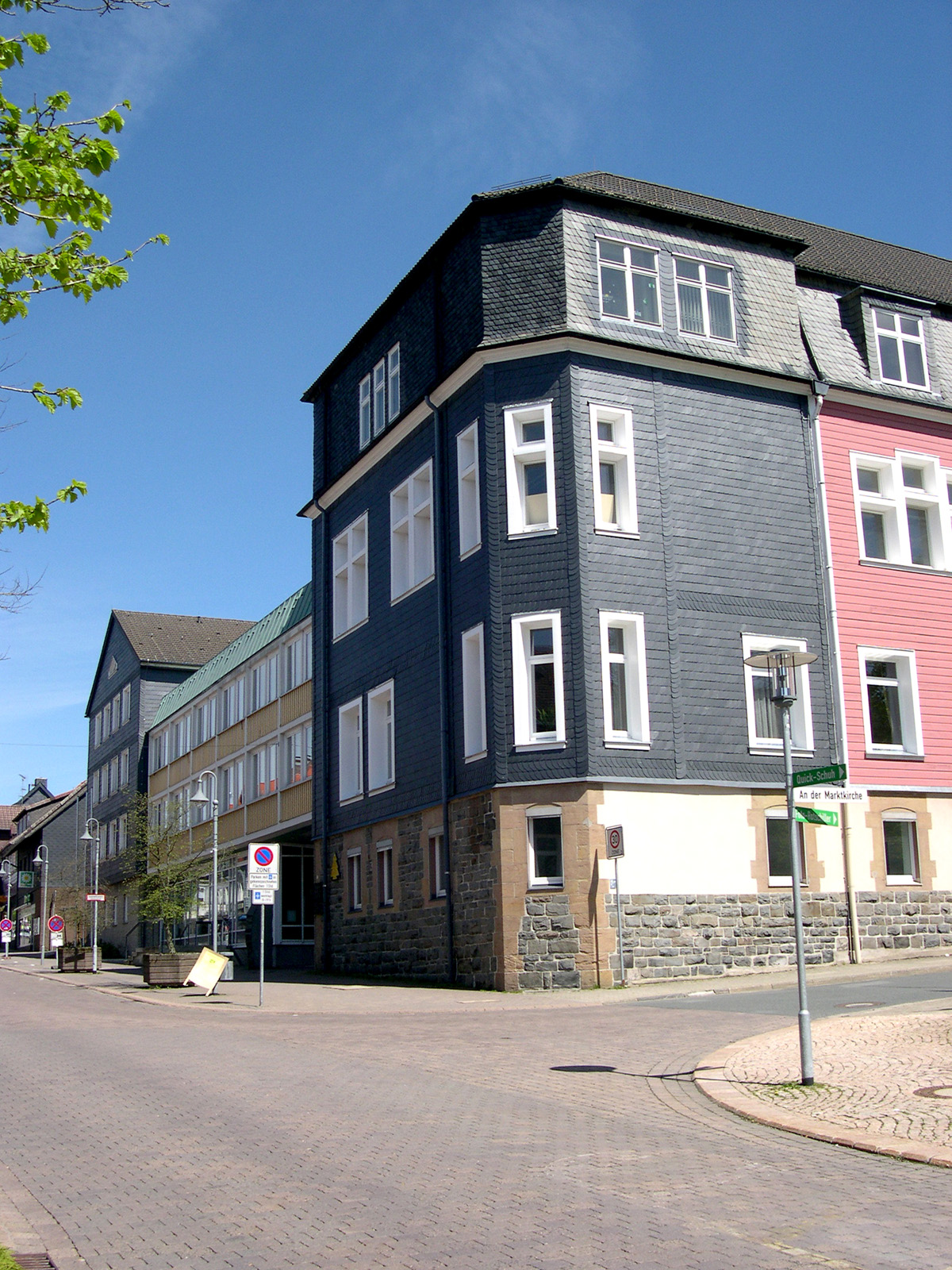
Клаустальський технічний університет, головний кампус

Прибутковий в минулі століття видобуток срібла, заліза, міді, свинцю і миш'яку закінчено.
Проте, значний видобуток міді ведеться в області Мансфельда.
Останніми основними районами гірничодобутку були Раммельсберг біля Гослара (до 1988 р.) і рудник біля Бад-Грунда (до 1992).
Важливим роботодавцем є Клаустальський технічний університет.
Окрім класичних спеціальностей — гірнича справа та металургія, тут готуються фахівці з усіх інженерних спеціальностей та природничих наук.
Важливу роль грає також лісове господарство та супутнє виробництво.
Однак, для паперової промисловості (Бад-Гандерсгайм та Герцберг-ам-Гарц) ресурсів не вистачає.
Також розвинене насінництво, особливо у місті Кведлінбург.

### Туризм
Туризм у Гарці широко розвинений у більшості міст у горах, таких як Санкт-Андреасберг, Браунлаге на південь від Броккена.
Крім того, популярні також міста біля підніжжя гір — Гослар, Вернігероде, Ширке та оздоровчі курорти — Алексісбад, Бад-Грунд, Бад-Гарцбург.

#### Зимні види спорту
Зимовий спорт у Гарці не такий значний, як в інших гірських областях Німеччини, таких як Шварцвальд, Рудні гори, і тим більше в Альпах.
Проте, інфраструктура для лижного спорту широко розвинена в містах Беннекенштайн, Браунлаге, Ганенклеє, Гассельфельде, Санкт-Андреасберг і Ширке.
Міжнародні змагання проходять на гірських трасах Вурмберг біля Браунлага та на біатлонних доріжках біля Зонненберга.

#### Літні види спорту
Влітку насамперед популярний пішохідний туризм, останнім часом розвивається також «скандинавська ходьба».
На більшості водоймищ у Гарці займаються різними видами водного спорту — яхтний спорт, веслування.
Завдяки гірському рельєфу місцевості, дельтапланеризм набув широкого поширення, зокрема, у Раммельсберзі біля Гослара. У Гарці знаходяться численні області скелелазіння.

## Замки та фортеці

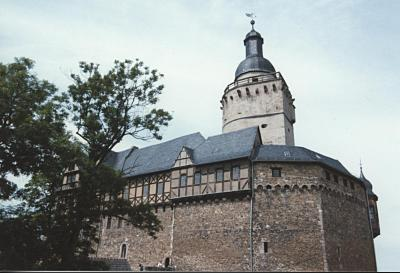
Замок Фалькенштайн

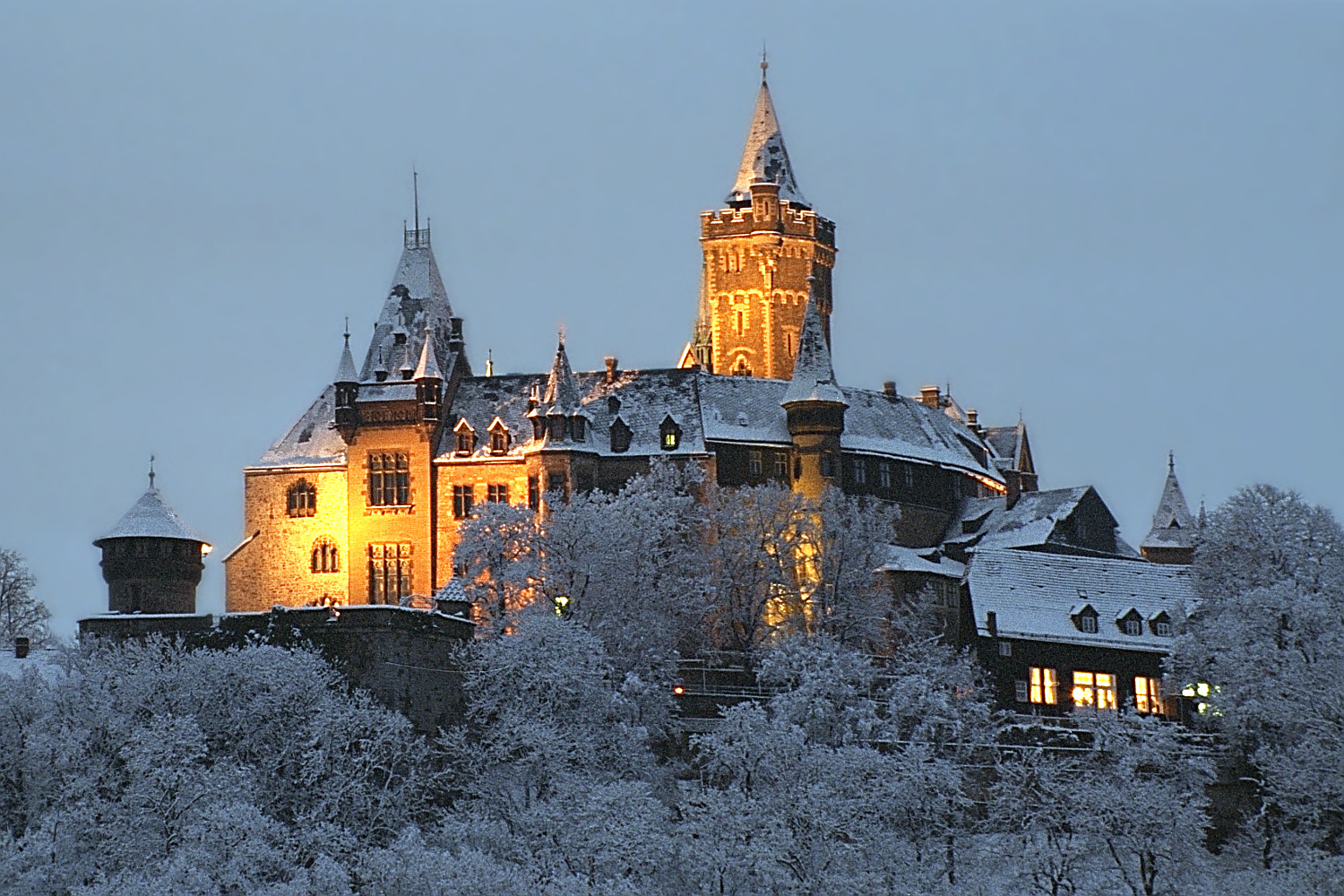
Вернігеродський замок

- Руїни фортеці Ангальт
- Замок Фалькенштайн[en]
- Кайзерпфальц у Госларі
- Руїни фортеці Гарцбург у Бад-Гарцбурзі
- Руїни фортеці Гонштайн біля Нойштадта
- Замок Герцберг (Гарц)
- Фортеця Лауенбург біля Штекленберга
- Замок Кведлінбург
- Скельна фортеця Регенштайн[en] біля Бланкенбурга
- Замок Штольберг[en]
- Вернігеродський замок
- Замок Вестербург
- Руїни фортеці Шарцфельд біля Герцберг-ам-Гарца

## Галерея

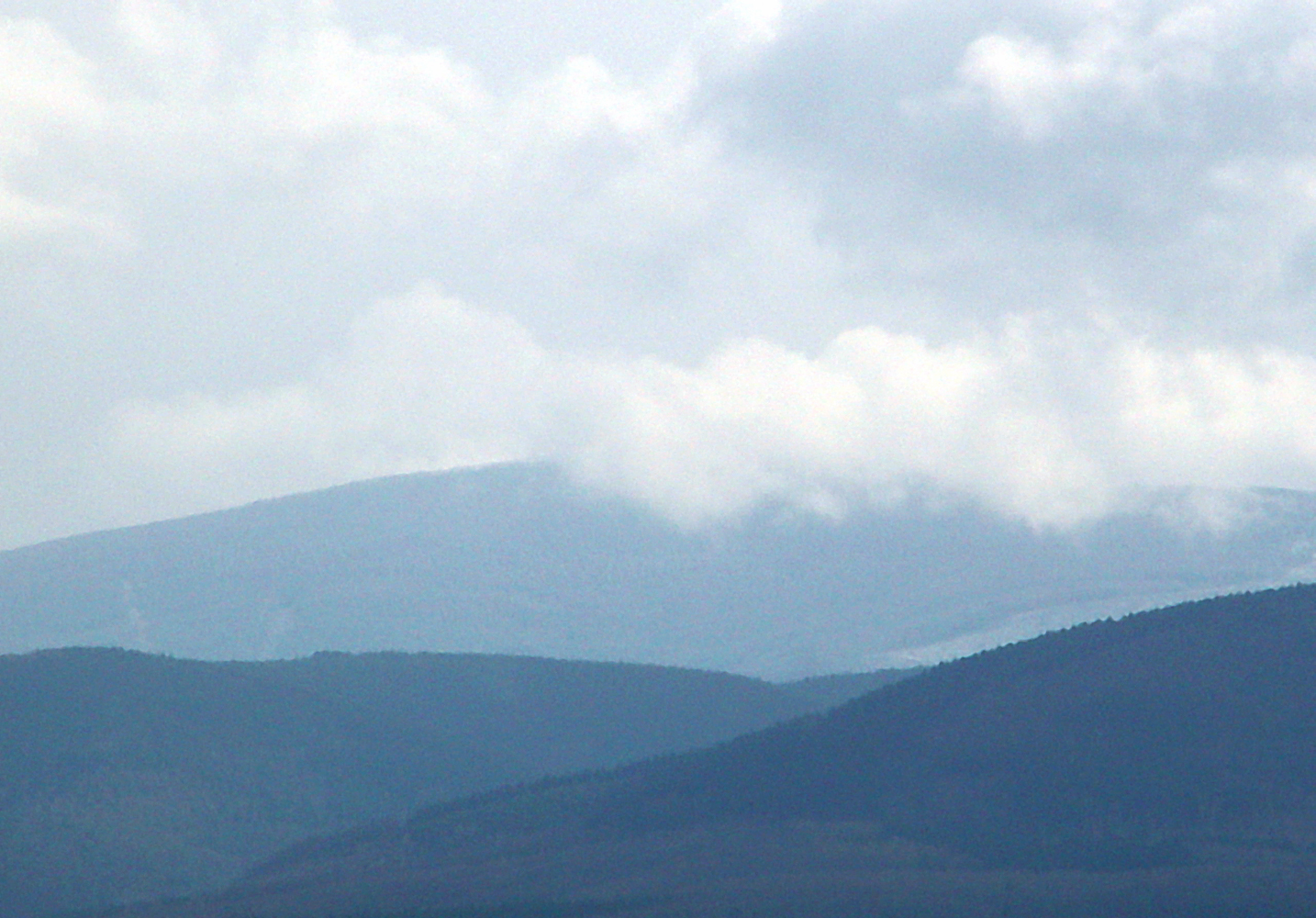
Гарц
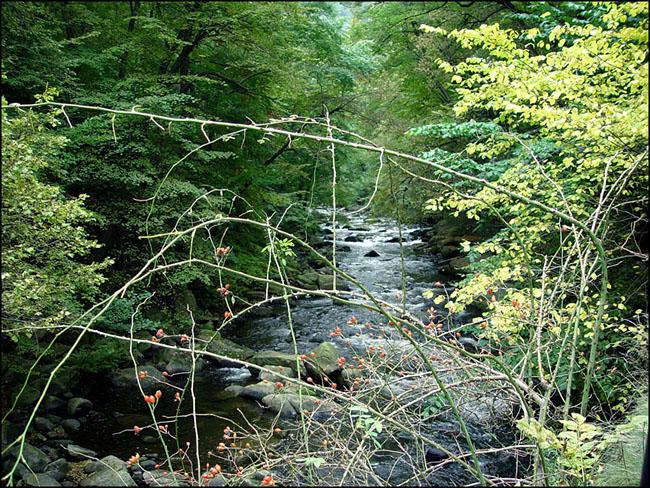
Боде
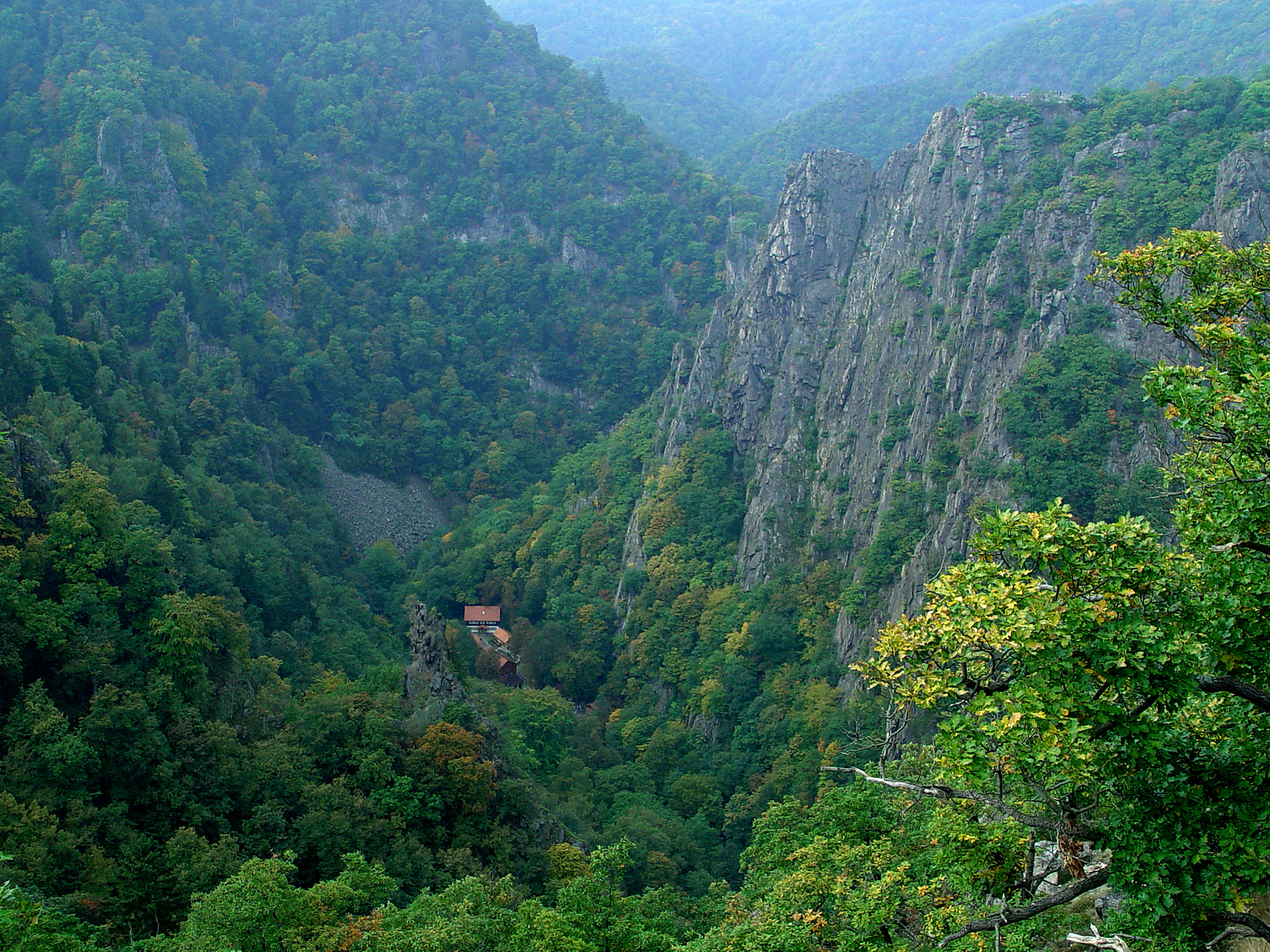
Бодетал